# LS용산타워
LS용산타워(영어: LS Yongsan Tower)는 대한민국 서울특별시 용산구 신용산역 근처에 있는 건물이다.

## 역사
1984년 10월에 국제그룹 사옥인 국제센터빌딩으로 지어져, 같은 해에 ‘서울에서 가장 아름다운 건물’로 선정됐다. 1985년에 국제그룹이 해체된 뒤 국제상사와 함께 한일그룹 소유가 되었다. 외환 위기를 맞아 1998년에 한일그룹이 부도가 나면서 국제상사도 법정 관리를 받았다.
이후 2002년에 이랜드가 최대주주가 되었으나, 매각 절차 끝에 2006년에 LS그룹이 국제상사와 함께 건물을 인수하고, 2007년에 LS용산타워라는 이름으로 재개장했다.
리모델링은 2008년에 시작하여 2010년에 끝났고 5월 27일에 리모델링 준공식이 열렸다.

## 붕괴
1982년 또 국제그룹빌딩 신축공사장의 지하실공사옹벽이 20m가량 무너진것을 비롯, 7군데에서 축대또는 옹벽이 붕괴됐다.